# سوسيان
سوسيان قرية سوريّة تتبع إداريّاً لمحافظة حلب منطقة الباب ناحية مركز الباب، بلغ تعداد سكانها 1,452 نسمة حسب التعداد السكاني لعام 2004.